# Nene Valley Colour Coated Ware

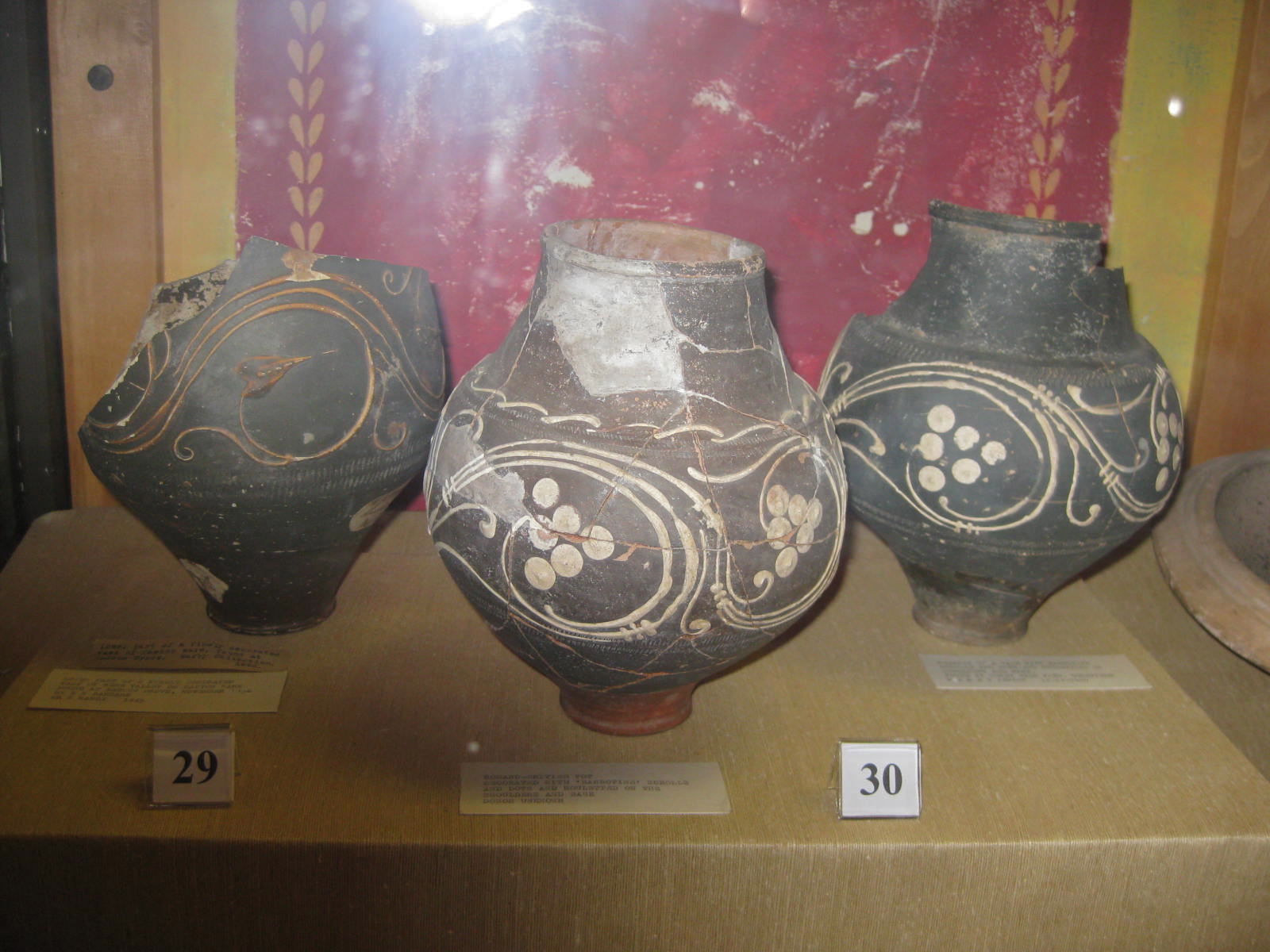
Nene-Valley-Töpferwaren im Wisbech Museum.

Nene Valley Colour Coated Ware (auch Castor Ware; oft abgekürzt als NVCC) ist eine Art romano-britischer Keramik, die im unteren Tal des River Nene in der Umgebung von Durobrivae (heute Water Newton in England) gefunden wurde. Die Funde stammen aus der Mitte des 2. Jahrhunderts bis zum 4. Jahrhundert nach Christus.

## Herstellung
Die Keramikherstellung in der Gegend begann in der Mitte des 1. Jahrhunderts vor Christus. Die ersten Werkstätten bringt man mit dem römischen Militärlager bei Longthorpe in Verbindung. Die Produktionsstätten breiteten sich im 2. Jahrhundert mehrere Meilen weit entlang des Nene-Tals zwischen Wansford und Peterborough aus. Das Zentrum lag bei der Römerstadt Durobrivae. Weitere Werkstätten lagen bei Stibbington, Sibson-cum-Stibbington, Chesterton, Yaxley, und Stanground.

## Struktur

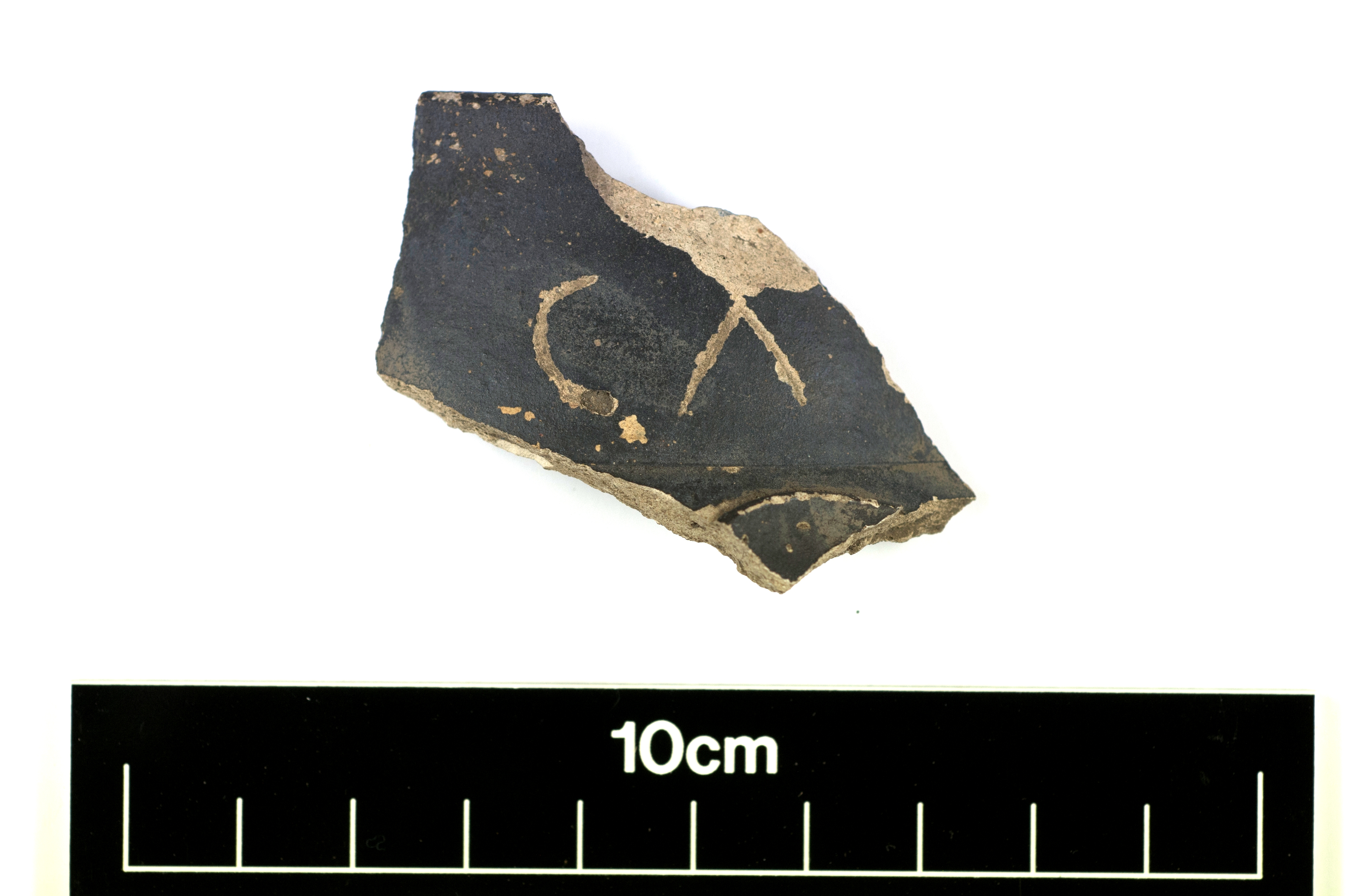
NVCC-Graffito-Scherbe mit Anfärbungen und Struktur des Scherbens.

Die NVCC-Keramik ist ein harter, glatt texturierter Scherben mit feinen unregelmäßigen Haarrissen. Gewöhnlich sind die Stücke weiß bis weißgrau bemalt. Die Engobe (Angussmasse) ist dunkelbraun oder schwarz, teilweise orange gesprenkelt. Die Magerung besteht aus sehr feinem Quarzsand, roten oder orangen und schwarzen Einsprengseln und gelegentlich fahlen Tonstückchen.

## Form und Verzierung
NVCC-Gefäße haben ein charakteristisches Repertoire an Formen und Verzierung. Die gängigste Form sind Becher, sowohl mit wulstförmigen Rändern als auch in Beutelform. Wo Dekoration vorhanden ist, kommen Barbotine (Schlickermalerei, über und unter der Glasur), Durchstiche und Rillen vor. Es gibt anfangs einige Jagdszenen in Barbotine-Ausführung, während bei den Objekten aus dem dritten Jahrhundert eher Spiralmuster vorherrschen.

## Sammlungen
Museen mit bedeutenden Sammlungen der NVCC-Ware:
- British Museum[9]
- Peterborough Museum[9]
- Wisbech Museum